# Мирза Рагим Фена
Рагим-бек Мирза Мухаммед оглу Мирзоев (азерб. Mirzə Rəhim Fəna; 1841—1931) — азербайджанский поэт и историк.

## Жизнь
Рагим бек Мирза Мухаммед оглу Мирзоев родился в 1841 году (в ряде источников указывается 1844 г.) в Шуше. Начальное образование получил у местного муллы, затем учился в медресе Мирза Абулгасима Кебирли.
Писал лирические стихи в классическом жанре под псевдонимами «Ашиг» и «Фена». Однако большая часть его стихов не дошла до наших дней.
Мирза Рагим Фена был одним из инициаторов создания литературного сообщества «Меджлиси унс» («Собрание друзей»), возглавляемого знаменитой поэтессой Хуршудбану Натаван. Он был избран секретарем меджлиса, куда входило около 30 литераторов.
Мирза Рагим Фена также является автором исторической хроники Карабаха - «Тарихи-джадид-Гарабаг». Однако некоторые части хроники были утеряны, что не позволяет сформировать полную картину об этом произведении. И в этом хроникальном произведении автор как бы повторяет предшествующие ему хроники.
В любом случае, этот труд Мирза Рагима с точки зрения содержательного описания истории Карабаха, обладает собственными преимуществами. Информация, которую предоставляет нам автор, привлекает особое внимание в контексте понимания общественно-политической ситуации той эпохи.
Мирза Рагим Фена скончался в 1931 году в Баку.